# Callistethus lubricus
Callistethus lubricus är en skalbaggsart som beskrevs av Ohaus 1915. Callistethus lubricus ingår i släktet Callistethus och familjen Rutelidae. Inga underarter finns listade.